# 타니슈타 차테르지
타니슈타 차테르지(힌디어: तन्निष्ठा चटर्जी, 영어: Tannishtha Chatterjee, 1980년 11월 23일 ~ )는 인도의 배우이다.

## 출연 작품

### 영화
- 바람아 불어라 (2004)
- 안나 카레니나 (2012)
- 라이언 (2016)